# 1877년 프랑스 총선
1877년 프랑스 총선은 왕당파에 의해 추대됐던 파트리스 드 마크마옹 대통령이 공화파가 다수를 차지한 국민 의회와 충돌하자 국민 의회를 해산시켜 새로 치러진 총선이다. 그러나 정부의 철저한 선거 간섭에도 불구하고 공화연합은 여전히 과반을 유지하였다.

## 선거 결과
정당별 의석수
| 정당       | 의석수 |
| ---------- | ------ |
| 공화연합   | 313    |
| 제정파     | 104    |
| 정통왕정파 | 44     |
| 7월왕정파  | 11     |
| 기타       | 49     |
| 합계       | 521    |